# Venere di Savignano
La Venere di Savignano è una statuetta di epoca paleolitica che rappresenta una figura femminile con attributi (seno, ventre, glutei e cosce) realizzati con forte senso plastico.  Queste caratteristiche, comuni ad altri esemplari coevi nel panorama europeo, hanno determinato l’attribuzione del termine “veneri” a questa tipologia di reperti.

## Il rinvenimento
La Venere di Savignano fu rinvenuta nel 1925 durante gli scavi per le fondamenta di un edificio rurale nel podere Pra’ Martino, presso la località Mulino, frazione di Savignano sul Panaro (Provincia di Modena). Il reperto fu acquistato poco dopo dallo scultore di Savignano Giuseppe Graziosi, che lo donò al Museo Nazionale Preistorico Etnografico di Roma.
Le pubblicazioni delle prime notizie scientifiche del rinvenimento del manufatto (tra 1925 e 1928) hanno come protagonisti Paolo Graziosi, giovane figlio dello scultore Giuseppe Graziosi, destinato a divenire un importante studioso di arte preistorica, e Ugo Antonielli, allora direttore del Museo Nazionale Preistorico Etnografico di Roma.
La statuetta, che fu rinvenuta tra 120 e 140 cm di profondità dal piano di campagna secondo quanto riportano le notizie raccolte poco dopo la scoperta, non evidenzia tracce di trasporto fluviale, quindi è probabile che il luogo di rinvenimento corrisponda a quello in cui il manufatto fu originariamente deposto. Ugo Antonielli, consapevole dell’importanza di ricostruire la posizione stratigrafica della Venere, venuta alla luce durante uno scavo non scientifico, fece eseguire nel 1926, tramite la locale Soprintendenza, una serie di sondaggi attorno al luogo di rinvenimento, nei quali non furono rinvenuti ulteriori reperti preistorici o tracce di presenza umana preistorica, ma fu attentamente esaminata la stratigrafia. Esaminando tutte le informazioni disponibili si deduce che la statuetta è stata rinvenuta entro un sedimento argilloso che in base ai dati geologici, geomorfologici e pedologici si può far risalire ad un periodo posteriore a 30.000 anni fa.

## Descrizione e tecnica di fabbricazione
La statuetta è lunga 22,1 cm, larga 5 cm, spessa 5,5 cm; il peso è di 585 grammi ed è stata realizzata in serpentino, di colore variabile da bruno a verdastro. Questo tipo di roccia è presente nelle formazioni ofiolitiche dell’Appennino Modenese e potrebbe essere stata trascinata a valle dal trasporto fluviale.
La figura femminile è rappresentata in piedi; la testa non presenta particolari anatomici realistici, è di forma piramidale allungata, fortemente stilizzata, e si unisce al tronco senza collo né spalle. I seni sono voluminosi e ai loro lati sono rappresentate, soprattutto nella parte superiore, le braccia; gli avambracci sono meno riconoscibili e sono assenti le mani. Il ventre è sporgente ed è ben riconoscibile l’ombelico, il triangolo pubico è in rilievo, i glutei sono molto accentuati, le gambe sono unite e distinte da un solco, che scompare verso l’estremità inferiore, conformata a cono.
La statuetta è caratterizzata da una marcata simmetria longitudinale e bilaterale, data dalle due estremità coniche, dai seni e dai glutei, e da un forte contrasto tra il verismo di alcune parti del corpo e la stilizzazione di altre.
La sequenza di fabbricazione della Venere è iniziata da una sgrossatura tramite percussione seguita da una picchiettatura molto regolare della pietra che ha dato la forma voluta al manufatto. Tutta la superficie è stata poi levigata fino a cancellare la picchiettatura dalle zone più esposte, mentre le zone concave ne conservano maggiore traccia. Sono state trovate anche tracce di piallatura, probabilmente utilizzando un’altra roccia, e infine la statuetta è stata lucidata con una più fine levigatura.

## Datazione
Al momento della scoperta si accesero polemiche tra gli studiosi riguardo alla datazione della statuetta che, come riportato, proviene da uno scavo non controllato e non è correlabile ad alcuno strato contenente materiali archeologici da cui sia possibile ricavare una cronologia.
Ugo Antonielli, legato alla tradizione di studi fondata a Roma da Luigi Pigorini che non riconosceva l’esistenza in Italia del paleolitico superiore, sostenne l’appartenenza della Venere al neolitico, contrariamente alla quasi totalità degli studiosi di preistoria dell’epoca, che in base al confronto stilistico con altre figurine femminili risalenti al paleolitico ne affermavano la datazione a questo periodo.
Oggi, i confronti stilistici con l’ormai notevole quantità di figurine paleolitiche rinvenute in Europa, soprattutto con quelle di Tursac (Dordogna) e Mauern (Baviera), riferibili al Gravettiano, o paleolitico superiore medio, indicano una datazione della Venere tra 28.000 e 24.000 anni fa, coerentemente con i dati stratigrafici di cui si dispone.

## Il significato della Venere
La Venere di Savignano, così come molte delle analoghe statuette rinvenute in varie parti d’Europa, mostra con grande evidenza gli attributi femminili come il seno, il ventre e i glutei, dimostrando il grande interesse delle popolazioni che le produssero per la riproduzione e la fertilità, in una probabile assimilazione e sovrapposizione tra le capacità generatrici della donna e della terra.
L’articolata simbologia espressa da questo genere di figure, che vede la compresenza sullo stesso manufatto di deciso realismo e forte astrazione, ci fa solo intuire la complessità delle credenze e dei culti che si erano sviluppati nel paleolitico superiore.

## Luogo di conservazione
Il manufatto è attualmente esposto nel Museo delle Civiltà a Roma, mentre un calco dell’originale si trova al Museo civico di Modena.
Il veloce trasferimento a Roma della Venere all’epoca della sua scoperta senza che alcuna voce istituzionale si levasse per mantenere il reperto a Modena si può spiegare in primo luogo con la crisi, all’inizio del Novecento, della ricerca archeologica nel Modenese. Dopo la morte di Arsenio Crespellani nel 1900 e la successiva assenza, per ben 60 anni, di un direttore archeologo presso il Museo civico di Modena, si era creata una situazione di debolezza, soprattutto degli studi di preistoria, nell’archeologia modenese.
L’unico studioso di una certa levatura nel campo dell’archeologia preistorica a Modena tra la fine degli anni ’30 e l’inizio degli anni ‘50 del Novecento fu Fernando Malavolti, che tra l’altro ebbe la possibilità di vedere direttamente la Venere nel 1940 a Roma nell’ufficio del direttore del Museo Nazionale Preistorico Etnografico, prof. Pietro Barocelli. Un’altra ragione alla base del trasferimento a Roma della Venere fu la tendenza accentratrice dello Stato nel campo dell’archeologia, originatasi dopo l’istituzione della Direzione Generale delle Antichità e del Museo Nazionale Preistorico Etnografico, fondati entrambi nel 1875, tendenza che si accrebbe nel tempo a scapito dei più piccoli Musei Civici di ambito locale.
Vi furono negli ultimi decenni alcune occasioni in cui la Venere di Savignano ritornò nel territorio modenese. Durante due mostre organizzate dal Museo civico di Modena: “Civiltà preistoriche e protostoriche del Modenese”, nel 1965, e “Muthina Mutina Modena. Modena dalle origini all’anno Mille”, nel 1989. L’ultima occasione fu l’esposizione “La Venere a Savignano”, organizzata dal Comune di Savignano sul Panaro presso il Museo dell’Elefante e della Venere nel 2014.